# Cecil (Ohio)

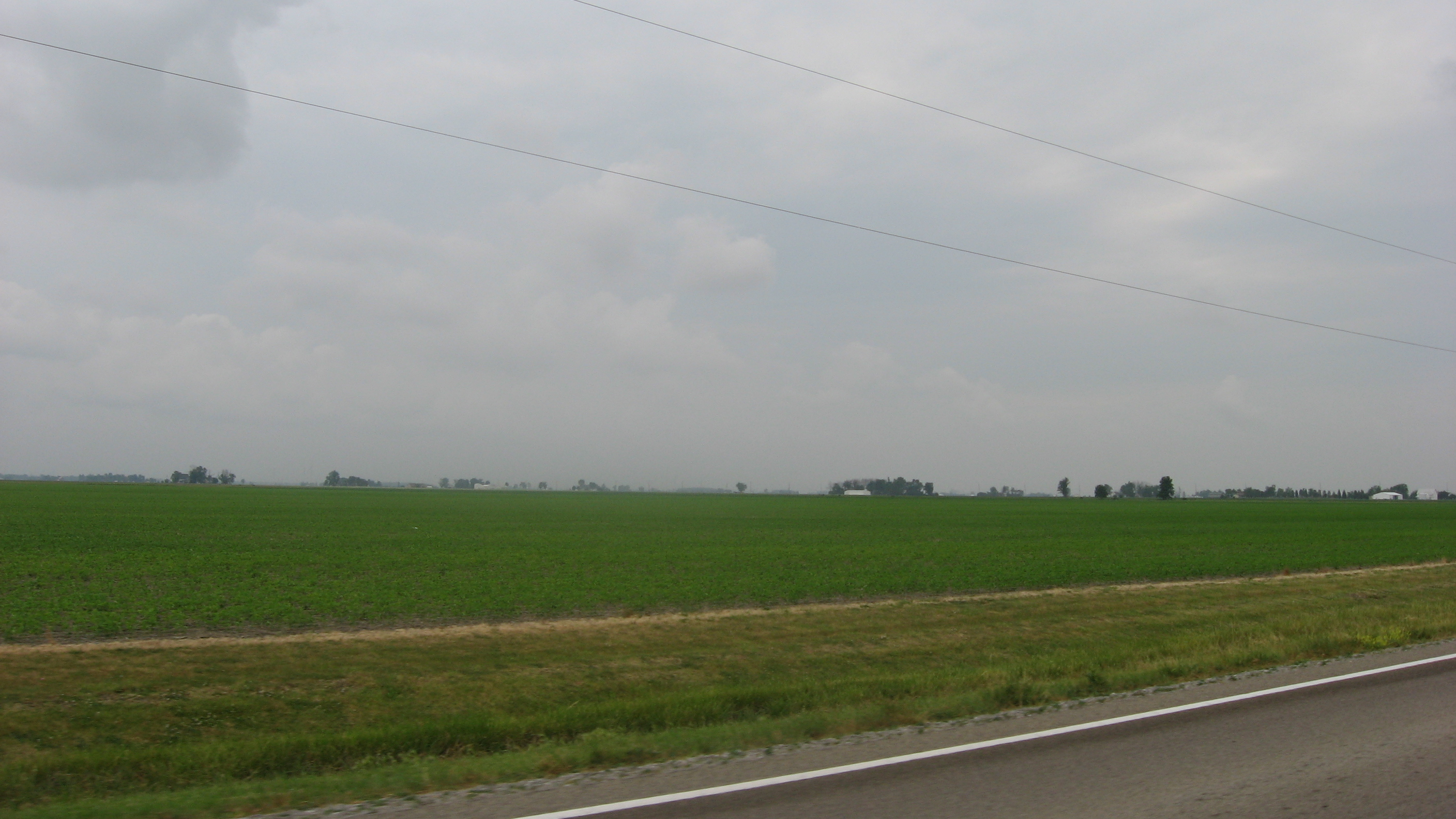
Pola uprawne soi w okolicach Cecil

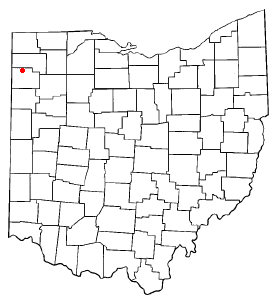
Cecil na planie stanu Ohio

Cecil – wieś w USA, w stanie Ohio, w hrabstwie Paulding.
Nazwa miejscowości obowiązuje od roku 1868.
W roku 2010, 27,7% mieszkańców było w wieku poniżej 18 lat, 9% było w wieku od 18 do 24 lat, 29,7% było od 25 do 44, 24% było od 45 do 64 lat, a 9,6% było w wieku 65 lat lub starszych. We wsi było 54,8% mężczyzn i 45,2% kobiet.
Liczba mieszkańców w 2010 roku wynosiła 188, a w roku 2012 wynosiła 186.